# Herrarnas C-1 1000 meter i kanotsport vid olympiska sommarspelen 2012
Herrarnas C-1 1000 meter vid olympiska sommarspelen 2012 hölls mellan 6 augusti och 8 augusti på Eton Dorney i London. Deltagarna delades upp i försöksheat där de 16 bästa tog sig till semifinal. Väl i semifinalen tog sig de fyra främsta i varje heat samt de två bästa treorna vidare till final och de resterande gick till B-final.

## Medaljörer
| Gren            | Guld                       | Silver            | Brons                 |
| C-1, 1000 meter | Sebastian Brendel Tyskland | David Cal Spanien | Mark Oldershaw Kanada |

## Schema
Försöksheat

6 augusti, 09:54

Semifinal

6 augusti, 11:14

Final

8 augusti, 09:48

## Resultat

### Försöksheat

#### Heat 1
| Plac. | Kanotist         | Land       | Tid      | Notering |
| ----- | ---------------- | ---------- | -------- | -------- |
| 1     | Mathieu Goubel   | Frankrike  | 3:58.122 | Q        |
| 2     | Attila Vajda     | Ungern     | 3:59.853 | Q        |
| 3     | Ilia Shtokalov   | Ryssland   | 4:04.109 | Q        |
| 4     | Jake Donaghey    | Australien | 4:21.928 | Q        |
| 5     | Ndiatte Gueye    | Senegal    | 4:33.884 | Q        |
| 6     | Rudolph Williams | Samoa      | 4:54.211 |          |

#### Heat 2
| Plac. | Kanotist           | Land     | Tid      | Notering |
| ----- | ------------------ | -------- | -------- | -------- |
| 1     | David Cal          | Spanien  | 3:54.590 | Q        |
| 2     | Mark Oldershaw     | Kanada   | 3:55.211 | Q        |
| 3     | Sebastian Brendel  | Tyskland | 3:56.469 | Q        |
| 4     | Everardo Cristóbal | Mexiko   | 3:58.673 | Q        |
| 5     | Piotr Kuleta       | Polen    | 4:04.889 | Q        |
| 6     | Fortunato Pacavira | Angola   | 4:39.723 | Q        |

#### Heat 3
| Plac. | Kanotist             | Land           | Tid      | Notering |
| ----- | -------------------- | -------------- | -------- | -------- |
| 1     | Iosif Chirilă        | Rumänien       | 4:05.863 | Q        |
| 2     | Vadim Menkov         | Uzbekistan     | 4:05.895 | Q        |
| 3     | Aliaksandr Zhukouski | Belarus        | 4:06.190 | Q        |
| 4     | Alexandr Dyadchuk    | Kazakstan      | 4:44.175 | Q        |
| 5     | Richard Jefferies    | Storbritannien | 4:48.511 | Q        |

### Semifinaler

#### Heat 1
| Plac. | Kanotist           | Land       | Tid      | Notering |
| ----- | ------------------ | ---------- | -------- | -------- |
| 1     | Sebastian Brendel  | Tyskland   | 3:52.122 | Q        |
| 2     | Attila Vajda       | Ungern     | 3:52.365 | Q        |
| 3     | David Cal          | Spanien    | 3:52.767 | Q        |
| 4     | Vadim Menkov       | Uzbekistan | 3:53.257 | Q        |
| 5     | Piotr Kuleta       | Polen      | 3:53.802 |          |
| 6     | Jake Donaghey      | Australien | 4:26.202 |          |
| 7     | Fortunato Pacavira | Angola     | 4:43.027 |          |
| 8     | Alexandr Dyadchuk  | Kazakstan  | 4:56.724 |          |

#### Heat 2
| Plac. | Kanotist             | Land           | Tid      | Notering |
| ----- | -------------------- | -------------- | -------- | -------- |
| 1     | Mathieu Goubel       | Frankrike      | 3:51.811 | Q        |
| 2     | Mark Oldershaw       | Kanada         | 3:52.197 | Q        |
| 3     | Ilia Shtokalov       | Ryssland       | 3:53.305 | Q        |
| 4     | Aliaksandr Zhukouski | Belarus        | 3:54.002 | Q        |
| 5     | Everardo Cristóbal   | Mexiko         | 3:54.590 |          |
| 6     | Iosif Chirilă        | Rumänien       | 4:07.794 |          |
| 7     | Ndiatte Gueye        | Senegal        | 4:37.171 |          |
| 8     | Richard Jefferies    | Storbritannien | 4:49.874 |          |

### Finaler

#### B-final
| Plac. | Kanotist           | Land           | Tid      |
| ----- | ------------------ | -------------- | -------- |
| 1     | Piotr Kuleta       | Polen          | 3:54.414 |
| 2     | Everardo Cristóbal | Mexiko         | 3:56.118 |
| 3     | Iosif Chirilă      | Rumänien       | 3:59.730 |
| 4     | Jake Donaghey      | Australien     | 4:22.005 |
| 5     | Ndiatte Gueye      | Senegal        | 4:32.251 |
| 6     | Fortunato Pacavira | Angola         | 4:35.017 |
| 7     | Richard Jefferies  | Storbritannien | 4:42.992 |
| 8     | Alexandr Dyadchuk  | Kazakstan      | 4:55.737 |

#### A-final
| Plac. | Kanotist             | Land       | Tid      |
| ----- | -------------------- | ---------- | -------- |
| 1     | Sebastian Brendel    | Tyskland   | 3:47.176 |
| 2     | David Cal            | Spanien    | 3:48.053 |
| 3     | Mark Oldershaw       | Kanada     | 3:48.502 |
| 4     | Vadim Menkov         | Uzbekistan | 3:49.255 |
| 5     | Mathieu Goubel       | Frankrike  | 3:50.758 |
| 6     | Attila Vajda         | Ungern     | 3:50.926 |
| 7     | Aliaksandr Zhukouski | Belarus    | 3:51.166 |
| 8     | Ilia Shtokalov       | Ryssland   | 3:51.535 |